# Alfred Wallenstein
Alfred Wallenstein (ur. 7 października 1898 w Chicago, zm. 8 lutego 1983 w Nowym Jorku) – amerykański dyrygent i wiolonczelista pochodzenia austriackiego.

## Życiorys
Był potomkiem Albrechta von Wallensteina. Uczył się gry na wiolonczeli w Los Angeles, jego nauczycielką była matka kompozytora Ferde’a Grofégo. W sezonie 1916–1917 grał z San Francisco Symphony Orchestra. W 1918 roku towarzyszył Annie Pawłowej w tournée po Ameryce Południowej. W 1919 roku podjął współpracę z Los Angeles Symphony Orchestra. W latach 1919–1922 przebywał w Lipsku, gdzie był uczniem Juliusa Klengla i studiował medycynę na Uniwersytecie Lipskim. Po powrocie do Stanów Zjednoczonych występował jako pierwszy wiolonczelista z Chicago Symphony Orchestra (1922–1929) i New York Philharmonic (1929–1936). W 1931 roku debiutował w Nowym Jorku jako dyrygent. Od 1932 roku współpracował z Hollywood Bowl Orchestra. W 1933 roku założył własny zespół Wallenstein Sinfonietta. Od 1935 do 1945 roku był dyrektorem muzycznym nowojorskiej rozgłośni radiowej WOR. Był dyrektorem muzycznym Los Angeles Philharmonic Orchestra (1943–1956) i Caramoor Festival (1958–1961). Wykładał w Chicago Musical College (1927–1929) i Juilliard School of Music w Nowym Jorku (1968–1979).